# Силен Калатинский
Силе́н Калати́нский, или Силен Калактинский (др.-греч. Σειληνὸς ὁ Καλατίανός) — древнегреческий историк второй половины III века до н. э., родом из Калакты, также известной в Античности как Кале Акте и Калатия (современная Карония, Сицилия). В годы Второй Пунической войны сопровождал Ганнибала и «подробнейшим образом», по словам Цицерона, описал его жизнь; был автором исторических сочинений о войне с римлянами и о Сицилии (др.-греч. Σικελικά), небольшие фрагменты которых сохранились только в пересказе других авторов. 
Фактический материал, собранный Силеном, позже был использован Луцием Целием Антипатром при написании его «Анналов». Дионисий Галикарнасский критикует Силена наряду с историками Антигоном, Полибием и «многими другими» за недостаточную проработку трудов по ранней римской истории, поскольку каждый из них «записал то, что им было собрано, вкратце и без подробностей, составив свои сочинения из случайно услышанного».